# Dringhouses Without
Dringhouses Without var en civil parish från 1894 till 1937 då den blev en del av Askham Bryan, i grevskapet West Riding of Yorkshire (nu North Yorkshire), i England. Civil parish var belägen 5 km från York och hade 998 invånare år 1931.